# 穆德 (比伯縣)
穆德（英語：Maud）是一個位於美國阿拉巴馬州比伯縣的非建制地區。該地的面積和人口皆未知。

## 地理
穆德的座標為32°52′47″N 86°58′54″W / 32.87972°N 86.981666°W，而該地最高點為海拔高度135米（即443英尺）。